# Jip van den Bos
Jip van den Bos (Oostknollendam, 12 april 1996) is een Nederlands voormalig wielrenster. Zij reed achtereenvolgens voor de ploegen Parkhotel Valkenburg, Boels Dolmans en Jumbo-Visma. Hierna werd ze commentator bij Eurosport.

## Carrière
In 2014 viel Van den Bos net buiten het podium in de wegrit op het EK voor junioren in het Zwitserse Nyon. In 2016 won ze de jongerenklassementen in de Baskische Emakumeen Bira en in de eerste etappewedstrijd van de World Tour: de Ronde van Chongming, op het gelijknamige eiland bij Shanghai in China. In 2018 behaalde ze podiumplaatsen in de 7-Dorpenomloop Aalburg en de Volta Limburg Classic. Op 16 juni brak ze haar bekken bij een val tijdens de vierde etappe van de OVO Women's Tour, waarna ze de rest van het seizoen niet meer in actie kwam. Wel was ze op 18 juli nog te gast bij Tour de L1mbourg, een talkshow van L1.
Tijdens de GP Plouay op 25 augustus 2020 zat Van den Bos in de beslissende kopgroep met Lizzy Banks en Lizzie Deignan, maar ze kwam ongelukkig ten val, waarbij ze een hersenschudding opliep. Ze reed de wedstrijd wel uit en vier dagen later reed ze ook La Course uit. Van september 2020 tot en met april 2021 kwam ze niet in actie. In juni 2021 werd ze vijfde in Dwars door de Westhoek en in juli werd ze vierde en vijfde in etappes van de Baloise Ladies Tour. In het voorjaar van 2022 reed ze top-tienplaatsen in de Ronde van Drenthe, Veenendaal-Veenendaal en in de prologen van de EasyToys Bloeizone Fryslân Tour en Festival Elsy Jacobs. Na mei 2022 kwam ze niet meer in actie, omdat ze te veel last bleef houden van het hersenletsel. Wel ging ze zich inzetten voor een veiligere wielersport, werd ze ambassadeur voor de stichting Hersenstrijd en tijdens de Tour de France Femmes was ze co-commentator bij Eurosport en was ze te gast bij Tour de L1mbourg. In oktober 2022 maakte ze bekend om een voorlopige punt achter haar carrière te zetten.

## Palmares

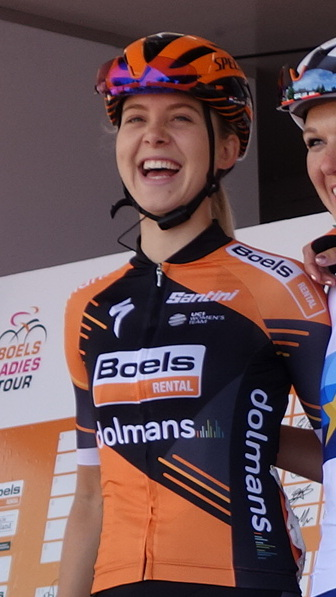
In de Boels Ladies Tour 2019.

2014
4e EK voor junioren (wegrit)
2015
4e 4e etappe Thüringen Rundfahrt
2016
 Jongerenklassement Emakumeen Bira
 Jongerenklassement Ronde van Chongming
3e 2e etappe Ronde van Chongming
3e 1e etappe Tour of Zhoushan Island
2017
4e Omloop van Borsele
2018
2e Volta Limburg Classic
2e 7-Dorpenomloop Aalburg
2019
3e Omloop Het Nieuwsblad
1e Le Samym
1e Ridderronde Maastricht
2020
3e 1e etappe Setmana Ciclista Valenciana

### Resultaten in voornaamste wedstrijden
| Jaar | Gent-Wevelgem | Ronde van Vlaanderen | Parijs-Roubaix | Amstel Gold Race | Luik-Bast.‑Luik | Le Samyn | Omloop Het Nieuwsblad | Ronde van Drenthe |
| ---- | ------------- | -------------------- | -------------- | ---------------- | --------------- | -------- | --------------------- | ----------------- |
| 2015 | opgave        |                      |                |                  |                 | 63e      |                       | opgave            |
| 2016 | 40e           | 85e                  |                |                  |                 | 22e      | 36e                   | opgave            |
| 2017 | 93e           |                      |                |                  |                 | 12e      |                       | 11e               |
| 2018 | 29e           |                      |                | 62e              | opgave          |          | 14e                   |                   |
| 2019 | 72e           | opgave               |                | opgave           |                 | ↑        | ↑                     | 10e               |
| 2020 |               |                      |                |                  |                 | 4e       | 9e                    |                   |
| 2021 |               |                      | buit.tijd      |                  |                 |          |                       |                   |
| 2022 | opgave        |                      |                |                  |                 |          | 53e                   | 9e                |

De Boer · Van den Bos · Ensing · Van Gogh · Van den Hoek · Hoeksma · Markus · Post · Rooijakkers · Slik · Stougje · Tromp · De Vries
De Boer · Van den Bos · Buurman · Ensing · Van Gogh · Hoeksma · Knauer · Koedooder · Post · Rooijakkers · Solovej · Stougje · Tromp
Blaak · Brammeier · Canuel · Deignan · Dideriksen · Guarnier · Majerus · Pawłowska · Pieters · Van den Bos · Van der Breggen
Blaak · Canuel · Deignan · Dideriksen · Guarnier · Majerus · Pieters · Plichta · Schneider · Van den Bos · Van der Breggen
Blaak · Buurman · Canuel · D'Hoore · Dideriksen · Hall · Langvad · Majerus · Pieters · Schneider · Van den Bos · Van der Breggen
Blaak · Buurman · Canuel · D'Hoore · Dideriksen · Hall · Majerus · Pieters · Schneider · Uneken · Van den Bos · Van der Breggen
Beekhuis · Henderson · Kasper · Koster · Markus · Mathiesen · Soet · Swinkels · Van de Velde · Van den Bos · Van der Burg · Vos
Achtereekte · Beekhuis · van den Bos · Henderson · Kasper · Koster · Kraak · Labecki · Markus · Riedmann · Rüegg · Soet · Swinkels · Vos